# Campeonato Europeu de Hóquei em Patins Masculino de 1934
O Campeonato Europeu de 1934 foi a 8.ª edição do Campeonato Europeu de Hóquei em Patins. Esta competição é organizada pelo CERH.

## Participantes
| Países     | Participação | Melhor Resultado                              |
| Inglaterra | 8.ª          | Campeão (1926, 1927, 1928, 1929, 1930 e 1931) |
| Alemanha   | 8.ª          | 2.º Lugar (1932)                              |
| Suíça      | 8.ª          | 3.º Lugar (1927 e 1931)                       |
| Itália     | 6.ª          | 2.º Lugar (1929)                              |
| Bélgica    | 8.ª          | 5.º Lugar (1926, 1928 e 1930)                 |
| França     | 8.ª          | 2.º Lugar (1926, 1927, 1928, 1930 e 1931)     |
| ---------- | ------------ | --------------------------------------------- |

## Resultados
|            | Inglaterra | Alemanha Nazista | Suíça | Itália | Bélgica | França |
| ---------- | ---------- | ---------------- | ----- | ------ | ------- | ------ |
| Inglaterra |            | 3-1              | 2-1   | 11-1   | 5-0     | 6-3    |
| Alemanha   |            |                  | 0-2   | 4-1    | 3-2     | 6-2    |
| Suíça      |            |                  |       | 0-7    | 5-2     | 3-2    |
| Itália     |            |                  |       |        | 0-0     | 6-4    |
| Bélgica    |            |                  |       |        |         | 3-1    |
| França     |            |                  |       |        |         |        |

## Classificação final
| Lugar | Seleção    | J | V | E | D | P  | GM | GS | Dif. |
| ----- | ---------- | - | - | - | - | -- | -- | -- | ---- |
|       | Inglaterra | 5 | 5 | 0 | 0 | 10 | 27 | 6  | +21  |
|       | Alemanha   | 5 | 3 | 0 | 2 | 6  | 14 | 10 | +4   |
|       | Suíça      | 5 | 3 | 0 | 2 | 6  | 11 | 13 | -2   |
| 4     | Itália     | 5 | 2 | 1 | 2 | 5  | 15 | 19 | -4   |
| 5     | Bélgica    | 5 | 1 | 1 | 3 | 3  | 7  | 14 | -7   |
| 6     | França     | 5 | 0 | 0 | 5 | 0  | 12 | 24 | -12  |

| Campeões Europeus 1934 |
| ---------------------- |
| Inglaterra             |
| INGLATERRA 8.º Título  |